# Yuri Smoliakov
Yuri Timoféyevich Smoliakov –en ruso,  Юрий Тимофеевич Смоляков– (Vorónezh, URSS, 20 de septiembre de 1941) es un deportista soviético que compitió en esgrima, especialista en la modalidad de espada.
Participó en dos Juegos Olímpicos de Verano en los años 1964 y 1968, obteniendo una medalla de plata en México 1968 en la prueba por equipos. Ganó una medalla de plata en el Campeonato Mundial de Esgrima de 1966.

## Palmarés internacional
| Juegos Olímpicos   | Juegos Olímpicos          | Juegos Olímpicos | Juegos Olímpicos   |
| Año                | Lugar                     | Medalla          | Prueba             |
| ------------------ | ------------------------- | ---------------- | ------------------ |
| 1968               | Ciudad de México (México) | Medalla de plata | Espada por equipos |
| Campeonato Mundial |                           |                  |                    |
| Año                | Lugar                     | Medalla          | Prueba             |
| 1966               | Moscú (URSS)              | Medalla de plata | Espada por equipos |